# Vakuf (Kratovo)
Vakuf (macedónul: Вакуф) település Észak-Macedóniában, a Északkeleti körzetben, Kratovo községben.

## Népesség
| Lakosok száma | 322  | 359  | 400  | 350  | 179  | 162  | 138  | 122  | 88   |
|               | 1948 | 1953 | 1961 | 1971 | 1981 | 1991 | 1994 | 2002 | 2021 |

- 2002-ben 122 lakosa volt, akik mindannyian macedónok.